# 楔首管竺鯛
楔首管竺鯛（學名：Siphamia cuneiceps），又稱黑帶管天竺鯛，為輻鰭魚綱鈎頭魚目天竺鯛科管竺鯛屬下的一個種，分布於東印度洋澳洲海域，從西澳大利亞鯊魚灣到伍德曼角，深度0至7公尺，本魚體延長側扁，眼大、口大且斜裂，鼻子尖，下顎突出於上顎之外，頜齒細小，鋤骨和腭骨通常具齒，舌上無齒，體被弱櫛鱗，體半透明帶紅棕色，魚鰭和身體散佈許多黑色或褐色細點，形成斑駁，背鰭2個，尾鰭叉形，棲息沙泥底質海域，夜間活動，屬肉食性，繁殖期時，雄魚具有口孵習性，卵約7日化成仔魚，由雄魚吐出，具短暫的仔魚飄浮期，生活習性不明。